# 2853 Harvill
2853 Harvill este un asteroid din centura principală, descoperit pe 14 septembrie 1963 de Goethe Link Obs..